# Elecciones a los consejos insulares de Baleares de 2007
Los Consejos Insulares de Mallorca, Menorca, Ibiza y Formentera constituyen los órganos de autogobierno de cada una de las cuadro islas mayores del archipiélago balear.
La reforma del Estatuto de Autonomía de las Islas Baleares, de 1 de marzo de 2007, contempla que a partir de dicha fecha la elección de los miembros de los Consejos Insulares de Ibiza, Mallorca y Menorca se haga en una lista separada de la lista al Parlamento de las Islas Baleares. Se establece igualmente que el Consejo Insular de Formentera quede integrado por los concejales del Ayuntamiento de Formentera, único municipio de la isla, al que pertenece administrativamente la totalidad de su territorio; así, para la constitución de este Consejo Insular, no se celebran unas elecciones locales diferenciadas de las municipales como en el caso de las otras tres islas.

## Candidatos
En la siguiente tabla se muestran los candidatos a los Consejos Insulares de Ibiza, Mallorca y Menorca:
| Consejo insular y presidente en la anterior legislatura | Candidatos | Observaciones |
| --- | --- | --- |
| Ibiza Pere Palau Torres (PP) (presidente del Consejo Insular de Ibiza y Formentera, sustituido en 2007 por el Consejo Insular de Ibiza y el Consejo Insular de Formentera) | - PSOE-ExC: Xico Tarrés Marí - PP: Pere Palau Torres | - Tras la aprobación de la reforma del Estatuto de Autonomía de las Islas Baleares, desaparecía el Consejo Insular de Ibiza y Formentera y se creaban consejos para cada una de las islas. De los trece consejeros que se elegían para el Consejo de Ibiza y Formentera (doce en Ibiza y uno en Formentera) se pasó a trece consejeros para cada uno de ellos. - Eivissa pel Canvi es una nueva organización política constituida en 2006. Inicialmente formada por personalidades independientes, recibió posteriormente el apoyo de Esquerra Unida, Els Verds, ERC y Entesa Nacionalista i Ecologista. - El PSOE, junto con el resto de formaciones que apoyan a Eivissa pel Canvi, se presentó en 2003 formando el Pacte Progresista. |
| Mallorca Maria Antònia Munar i Riutort (UM) | - PP: Rosa Estaràs Ferragut - PSOE: Francina Armengol Socías - Bloc per Mallorca: Joana Lluïsa Mascaró Meliá (PSM-EN) - UM: Maria Antònia Munar i Riutort | - El Partit Socialista de Mallorca-Entesa Nacionalista y Alternativa Esquerra Unida-Els Verds (entonces bajo la denominación de Esquerra Unida-Els Verds), formaciones ahora integradas en el Bloc per Mallorca, contaban respectivamente con 3 y 2 consejeros designados en 2003 mediante el sistema de elección indirecta; Esquerra Republicana de Catalunya, que también forma parte del Bloc per Mallorca, no contaba con representación en el Consejo Insular. |
| Menorca Joana Barceló Martí (PSOE) | - PP: José Seguí Díaz - PSOE: Joana Maria Barceló Martí - PSM-Verds: Antònia Allès Pons (PSM)                                                             | - El Partit Socialista de Menorca y Els Verds de Menorca concurrían por primera vez en coalición. Su cabeza de lista era la secretaria general de PSM, seguida por el coordinador y portavoz de Els Verds. El PSM contaba con un consejero designado en 2003 mediante el sistema de elección indirecta. Els Verds no contaba con representación en el Consejo Insular. |

Asimismo, los candidatos a la Presidencia del Consejo Insular de Formentera, en calidad de Alcalde del Ayuntamiento de Formentera, son los siguientes:
| Alcalde del Ayuntamiento de Formentera y Presidente del Consejo Insular en la anterior legislatura | Candidatos | Observaciones |
| --- | --- | --- |
| Isidoro Torres Cardona (COP) (Alcalde del Ayuntamiento de Formentera) Pere Palau Torres (PP) (Presidente del Consejo Insular de Ibiza y Formentera, sustituido en 2007 por el Consejo Insular de Ibiza y el Consejo Insular de Formentera) | - GxF: Jaume Ferrer Ribas - PP: Juan Manuel Costa Escanellas - PSOE: Bartomeu Ferrer Mayans - GUIF: Óscar Portas Juan | - Tras la aprobación de la reforma del Estatuto de Autonomía de las Islas Baleares, desaparecía el Consejo Insular de Ibiza y Formentera y se creaban consejos para cada una de las islas. En el caso de Formentera, el Consejo absorbía las competencias del Ayuntamiento. En lugar del consejero elegido para el antiguo Consejo en la isla de Formentera (uno), se elegirán trece consejeros-concejales, el mismo número de concejales de los que ya disponía el Ayuntamiento de Formentera. - Gent per Formentera es una nueva formación política constituida en 2006 - El Partido Socialista Obrero Español se presentó al Ayuntamiento de Formentera en las elecciones de 2003 integrado en la coalición denominada Coalició d'Organitzacions Progressistes, junto a Esquerra Unida-Els Verds, que no se presentan a las elecciones en 2007 - El Partido Renovador de Eivissa y Formentera, que se presentó al Ayuntamiento de Formentera en las elecciones de 2003 y obtuvo representación municipal, no se presenta a las elecciones en 2007 |

## Resultados electorales
| Consejo Insular        | Presidente y consejo ejecutivo | Partido           | Votos   | %      | Consejeros | +/- |
| ---------------------- | --- | ----------------- | ------- | ------ | ---------- | --- |
| Ibiza 13 consejeros    | - Presidente: Xico Tarrés - Consejo ejecutivo: PSOE-ExC                                                                                         | PSOE-ExC          | 19.466  | 46,78% | 7          | +2  |
| Ibiza 13 consejeros    | - Presidente: Xico Tarrés - Consejo ejecutivo: PSOE-ExC                                                                                         | PP                | 19.428  | 46,69% | 6          | -1  |
| Mallorca 33 consejeros | - Presidente: Francina Armengol Socías (PSOE) - Consejo ejecutivo: PSIB-PSOE - Bloc per Mallorca (PSM-EN, EU-EV, ERC) - UM                      | PP                | 154.112 | 45,79% | 16         | =   |
| Mallorca 33 consejeros | - Presidente: Francina Armengol Socías (PSOE) - Consejo ejecutivo: PSIB-PSOE - Bloc per Mallorca (PSM-EN, EU-EV, ERC) - UM                      | PSOE              | 101.497 | 30,16% | 11         | +2  |
| Mallorca 33 consejeros | - Presidente: Francina Armengol Socías (PSOE) - Consejo ejecutivo: PSIB-PSOE - Bloc per Mallorca (PSM-EN, EU-EV, ERC) - UM                      | Bloc per Mallorca | 35.301  | 10,49% | 3          | -2  |
| Mallorca 33 consejeros | - Presidente: Francina Armengol Socías (PSOE) - Consejo ejecutivo: PSIB-PSOE - Bloc per Mallorca (PSM-EN, EU-EV, ERC) - UM                      | UM                | 33.357  | 9,91%  | 3          | =   |
| Menorca 13 consejeros  | - Presidente: Joana Maria Barceló Martí (PSOE) - Consejo ejecutivo: PSIB-PSOE - PSM-VERDS (Partit Socialista de Menorca - Els Verds de Menorca) | PP                | 15.027  | 40,92% | 6          | =   |
| Menorca 13 consejeros  | - Presidente: Joana Maria Barceló Martí (PSOE) - Consejo ejecutivo: PSIB-PSOE - PSM-VERDS (Partit Socialista de Menorca - Els Verds de Menorca) | PSOE              | 14.897  | 40,57% | 6          | =   |
| Menorca 13 consejeros  | - Presidente: Joana Maria Barceló Martí (PSOE) - Consejo ejecutivo: PSIB-PSOE - PSM-VERDS (Partit Socialista de Menorca - Els Verds de Menorca) | PSM-Verds         | 3.350   | 9,12%  | 1          | =   |

| Ayuntamiento-Consejo Insular        | Alcalde-Presidente y gobierno                                         | Partido | Votos | %      | Concejales-consejeros | +/- |
| ----------------------------------- | --------------------------------------------------------------------- | ------- | ----- | ------ | --------------------- | --- |
| Formentera 13 concejales-consejeros | - Alcalde-Presidente: Jaume Ferrer Ribas (GxF) - Gobierno: GxF y PSOE | GxF     | 1.134 | 32,43% | 5                     | +5  |
| Formentera 13 concejales-consejeros | - Alcalde-Presidente: Jaume Ferrer Ribas (GxF) - Gobierno: GxF y PSOE | PP      | 1.068 | 30,54% | 4                     | +1  |
| Formentera 13 concejales-consejeros | - Alcalde-Presidente: Jaume Ferrer Ribas (GxF) - Gobierno: GxF y PSOE | PSOE    | 679   | 19,42% | 2                     | -4  |
| Formentera 13 concejales-consejeros | - Alcalde-Presidente: Jaume Ferrer Ribas (GxF) - Gobierno: GxF y PSOE | GUIF    | 518   | 14,81% | 2                     | -1  |
| Formentera 13 concejales-consejeros | - Alcalde-Presidente: Jaume Ferrer Ribas (GxF) - Gobierno: GxF y PSOE | PREF    | N/A   | N/A    | N/A                   | -1  |